# Chirlane McCray
Chirlane Irene McCray (Springfield (Massachusetts), 29 november 1954) is een Amerikaans schrijfster en dichteres. Van 1 januari 2014 tot en met 31 december 2021 was ze first lady van de stad New York, als echtgenote van burgemeester Bill de Blasio. Zelf is ze ook politiek actief in de stad.

## Leven en werk
Chirlane McCray groeide op in Longmeadow (Massachusetts), waar zij en haar familie — slechts het tweede Afro-Amerikaanse gezin in dat stadje — geconfronteerd werden met racisme, iets wat McCray in poëzie verwerkte. Ze ging in 1972 aan Wellesley College studeren, waar ze lid werd van het Combahee River Collective, een groep van zwarte, feministische en lesbische intellectuelen. Ze verhuisde na haar afstuderen naar New York, waar ze voor Redbook schreef. In 1979 publiceerde Essence Magazine haar essay I Am a Lesbian, een baanbrekende tekst over seksualiteit door een zwarte vrouw.
Sinds 1991 is McCray politiek actief. Ze werkte als schrijver van speeches voor onder anderen burgemeester David Dinkins. In die periode leerde ze Bill de Blasio kennen, die toen ook voor Dinkins werkte. Hoewel McCray zich eerder geuit had als lesbisch, vormden zij en Bill de Blasio een koppel; ze huwden in 1994. Toen haar naar haar seksualiteit gevraagd werd, zei McCray dat ze 'labels' haat. Het koppel heeft twee kinderen en woont in Park Slope (Brooklyn).
Tijdens het presidentschap van Bill Clinton werkte McCray in het New York Foreign Press Center. Beginnende in 2004 werkte ze verschillende jaren in de private en non-profitsector.
Haar echtgenoot nam deel aan de burgemeestersverkiezingen van New York van 2013 en won deze van de Republikein Joe Lhota. McCray speelde een actieve en vooraanstaande rol in de campagne. Bij de burgemeestersverkiezingen van 2017 werd De Blasio herkozen voor een tweede termijn. Deze liep tot en met 2021.
- Library of Congress Control Number: no2016036487
- Système universitaire de documentation: 240434404
- Virtual International Authority File: 248146094153900330686
- WorldCat: E39PBJmpbjgymKgVQgMbY4RYfq